# Super Mario 64
Descriere principala:
Super Mario 64 este un joc de tip platformer dezvoltat și publicat de către Nintendo Entertainment pentru sistemul Nintendo 64. Este considerat ca unul dintre cele mai inovative jocuri video din toate timpurile.
Acțiunea se desfășoară în castelul Prințesei Peach, unde Mario este invitat, printr-un bilet cu pretextul că Prințesa a gătit un tort/prăjitura. Odată ce a ajuns la castel, el descoperă că Bowser a întemnițat-o pe Prințesă și servitorii ei, Toads. Pentru a o salva, Mario trebuie să adune 120 de Power Stars (Stele).
Castelul constă în trei etaje, un demisol, un șanț și o curte. Domeniul de afară este lăsat pentru ca jucătorul să poată experimenta sau accesa nivelul Big Boo`s Haunt. Împrăștiate prin tot castelul se află punctele de acces, sub forma de tablouri, portaluri sau gropi către nivelele propriu-zise.

## Super Mario 64 DS

Super Mario 64 a devenit definitoriu pentru jocurile 3D de platformă. În imagine nivelul Whomp's Fortress (Fortăreața lui Whomp).

Super Mario 64 DS este un remake al jocului Super Mario 64. Marea diferență este că eroul însă nu vine singur, ci împreuna cu Wario și fratele său, Luigi. Bowser i-a capturat pe cei trei, dar Yoshi a dormit pe acoperișul castelului ca să evadeze capturarea lui (Yoshi făcea o mica apariție in originalul joc, in care adresa un mesaj de la dezvoltatori si seta număratorul de vieți la 99). Asta a făcut ca Mario să nu fie protagonist ori singurul personaj de folosit, nici măcar nu mai este valabil de la start. Fiecare nivel are cel puțin cu 1 Power Star mai mult decât înainte, și câteva nivele noi sunt adăugate, pentru un total de 150 de stele. Jocul conține grafici improvizate, dar mai puține poligoane, din cauza hardware-ului si rezoluției de pe consola portabila Nintendo DS.
Lista de lucruri anulate:
1. Multiplayer (stil split-screen, anulat din cauza limitării hardware, unii au modificat totuși jocul pentru a replica această functie).
2. O continuare (cel mai probabil numita Super Mario 64 2, aceasta trebuia sa contina si multiplayer. A fost plănuit un exclusiv pentru extensia de Nintendo 64 numita DD sau Disk Drive, care suporta CD-uri. Din cauza insuccesului acestei extensii a fost anulat).
3. Un port pe extensia Disk Drive (Un prototip a fost arătat la Nintendo Space World 1996. Numit Super Mario 64: Disk Version,a fost anulat din aceleasi cauze ca si Super Mario 64 2. Portul acesta poate fi considerat o iterație pentru acesta din urma).                                                                                                                            Modificarile sunt binevenite.

1. ↑  Chris Hovermale (17 aprilie 2018), Reflecting on the recent history and future of the collectathon platformer (în engleză), Destructoid, accesat în 15 ianuarie 2021
2. ↑  Igromaniâ, accesat în 13 mai 2020